# Dalechampia olfersiana
Dalechampia olfersiana är en törelväxtart som beskrevs av Johannes Müller Argoviensis. Dalechampia olfersiana ingår i släktet Dalechampia och familjen törelväxter. Inga underarter finns listade i Catalogue of Life.